# Phycosoma hana
Phycosoma hana is een spinnensoort uit de familie van de kogelspinnen (Theridiidae).
De wetenschappelijke naam van de soort werd, als Dipoena hana, voor het eerst geldig gepubliceerd in 1998 door Chuandian Zhu.